# Micaela de Valois
Micaela de Valois ou Micaela de França (em francês:  Michelle de France; Hôtel Saint-Pol, 11 de janeiro de 1395 — Gante, 8 de julho de 1422) filha de Carlos VI de França e Isabel da Baviera, foi uma duquesa consorte de Borgonha. Tinha nomeada, assim com esse nome, em homenagem a São Miguel Arcanjo depois que seu pai notou uma melhoria na sua saúde, em 1393, após uma peregrinação ao Monte Saint-Michel.

## Biografia
Apesar de rumores persistirem que Micaela e seus irmãos foram negligenciados por seus pais, este não era o caso. A rainha Isabel comprava brinquedos luxuosos, roupas e presentes para seus filhos, e escrevia cartas regularmente para eles quando foram separados. Em tempos de peste, garantiu que fossem enviados com segurança para o interior.
Em junho de 1409, casou com o futuro Filipe III, Duque de Borgonha, mais tarde conhecido como Filipe, o Bom. Só que em 1419 se  tornou melancólica na sequência do envolvimento de seu irmão, o futuro rei Carlos VII de França, no assassinato de seu sogro, João Sem Medo. Para sua satisfação ainda tinha dado à luz uma filha, Inês, mas ela morre na infância.
Ficou doente e morreu em Gante em 1422, enquanto o marido estava ausente se preparando para a batalha de Cone. Todos os habitantes ficaram entristecidos, já que era muito amada pelo povo. Foi enterrada no mosteiro de São Bavão perto de Gante. Apenas um fragmento de seu túmulo ainda permanece.
Após sua morte, circularam rumores de que ela havia sido envenenada por uma antiga atendente, conhecida como Dame de Viesville, uma confidente próxima demitida pouco antes da morte de Micaela. No entanto, a senhora nunca foi acusada.